# Нуньо Санчес (граф Руссильона)
Нуньо Санчес (кат. Nunó Sanç, Nunyó Sanç или Nunyo Sanç, фр. Nuno Sanche, ок.1185 — 1242) — каталонский дворянин и государственный деятель.

## Биография
Нуньо Санчес был сыном графа Провансского, Руссильонского и Серданьского Санчо, и Санчи Нуньес из дома де Лара. В 1185 году его отец был лишён Прованса, но сохранял за собой Руссильон и Сердань вплоть до своей смерти в 1223 году, передав фактический контроль над ними сыну уже в 1212 году. Формально Нуньо Санчес получил их в том году от арагонского короля Педро II. Эта инвеститура не сильно помогла королю, так как Нуньо Санчес не успел к битве при Мюре, в которой Педро был убит. Впоследствии отец и сын были регентами при малолетнем арагонском наследнике Хайме I.
В 1215 году отец женил Нуньо Санчеса на Петронелле де Коменж, дочери графа Комменжа Бернара IV. Однако после гибели Педро II самым могущественным феодалом в регионе оказался Симон IV де Монфор, глава крестового похода против альбигойцев. Не заинтересованный в усилении позиций Арагонского дома, он добился развода Нуньо Санчеса с Петронеллой.
В 1223 году, когда умер Санчо, Хайме I достиг совершеннолетия, и Нуньо Санчес стал при нём советником по делам, касающимся виконтства Беарн.
В 1225 году Нуньо Санчес утомился арагонской политикой, и решил заняться чем-нибудь другим. Он получил от французского короля Людовика VIII виконтства Феноледа и Пейрепертюз, принеся за них оммаж.
В 1229—1234 годах Нуньо Санчес принял участие в завоевании Балеарских островов, и получил на них большое количество земли. Позднее он принимал участие в кампаниях Хайме I против Наварры и Валенсии.
В 1220 году Нуньо Санчес женился на Тересе Лопес, дочери правителя Бискайи Лопе Диаса II де Аро. Детей у них не было, поэтому после смерти Нуньо Санчеса, случившейся в 1241 или 1242 году, его владения отошли короне. По поводу его смерти трубадур Аймерик де Беленуа составил плач.